# Premi John L. Synge
El Premi John L. Synge és un premi per la Societat Reial del Canadà per recerca excepcional en qualsevol branca de les ciències matemàtiques. Va ser creat en 1986 i es dona a intervals irregulars. El premi porta el nom en honor de John Lighton Synge.

## Guanyadors
Font: Societat Reial del Canadà Arxivat 2015-10-28 a Wayback Machine.
- 1987 – James G. Arthur, FRSC
- 1993 – Israel Michael Sigal, FRSC
- 1996 – Joel Feldman, FRSC
- 1999 – George A. Elliott, FRSC
- 2006 – Stephen Cuiner, FRSC
- 2008 – Henri Darmon, FRSC
- 2014 – Bálint Virág
- 2018 – Bojan Mohar, FRSC
- 2020 – Christian Genest, FRSC
- 2021 – Paul McNicholas